# رود کوانزا
رود کوانزا رودی در کشور آنگولا است که به اقیانوس اطلس می‌ریزد. این رود از جنوب شهر لواندا می‌گذرد.
نام کوانزای آنگولا که واحد پول رسمی این کشور است، از نام این رود گرفته شده است.هم‌چنین نام‌های دو استان کوانزای شمالی و کوانزای جنوبی نیز از این رود گرفته شده‌اند.